# 明治電機工業
明治電機工業株式会社（めいじでんきこうぎょう、英: MEIJI ELECTRIC INDUSTRIES CO.,LTD.）は、制御や計測機器の技術商社である。

## 主力製品・事業
- 電気機器・計測器・電気設備・自動・省力化用設備の販売
- エレクトロニクス製品・各種検査装置・メカトロ・FA・情報・物流システムの開発、設計、製作
- 計測・制御・情報処理のコンサルティング工業計器・電気計測器の保守管理

## 事業所
- 本社所在地 - 愛知県名古屋市中村区亀島二丁目13番8号[3]
- エンジニアリング事業本部 - 愛知県知立市山屋敷町板張48-1[3]
- 物流センター - 愛知県名古屋市中川区玉船町3-1[3]
- 豊田支店 - 愛知県知立市西町宮腰45[3]
- 東京支店 - 神奈川県横浜市港北区新横浜3-8-11[3]
- 東日本営業部 - 宮城県仙台市泉区泉中央1-12-2[3]
- 営業所 - 大阪、名古屋北、豊橋、四日市、西東京、福岡[3]

## 沿革
- 1920年（大正9年）7月 - モーター修理及び電気機器類の販売を事業目的とした合資会社明治商会を創業[2]。
- 1958年（昭和33年）6月 - 合資会社明治商会を解散し、明治電機工業株式会社を設立[2]。
- 1994年（平成6年）10月 - 子会社の明治エンジニアリング株式会社および明治システム計測株式会社を吸収合併[2]。
- 2005年（平成17年）10月 - ジャスダックに株式を上場[2]。
- 2007年（平成19年） 8月 - 名電エンジニアリング株式会社を子会社化[2]。
- 2013年（平成25年）12月 - 東京証券取引所2部に市場変更[2]。
- 2014年（平成26年）11月 - 東京証券取引所1部に指定替え[2]。

## 主要関係会社
国内グループ企業
- 名電エンジニアリング株式会社[2]
- エム・ディーマシナリー株式会社[2]
- 株式会社アドバン・テック[2]

海外グループ企業
- MEIJI CORPORATION[2]
- MEIJI UK LTD.[2]